# Potenza Sport Club 1984-1985
Questa voce raccoglie le informazioni riguardanti il Potenza Sport Club nelle competizioni ufficiali della stagione 1984-1985.

## Rosa
| N. |                   | Ruolo | Calciatore        |
| -- | ----------------- | ----- | ----------------- |
|    | Italia (bandiera) | D     | Mario Abate       |
|    | Italia (bandiera) | A     | Massimo Attolini  |
|    | Italia (bandiera) | C     | Fabrizio Baldacci |
|    | Italia (bandiera) | C     | Mario Boncompagni |
|    | Italia (bandiera) | C     | Piero Burla       |
|    | Italia (bandiera) | C     | Pompeo D'Ambrosio |
|    | Italia (bandiera) | D     | Enrico D'Arco     |
|    | Italia (bandiera) | D     | Domenico De Patre |
|    | Italia (bandiera) | A     | Giovanni Fazioli  |
|    | Italia (bandiera) | D     | Sandro Ferrari    |
|    | Italia (bandiera) | A     | Sauro Magni       |
|    | Italia (bandiera) | C     | Luigi Marchetti   |

| N. |                   | Ruolo | Calciatore            |
| -- | ----------------- | ----- | --------------------- |
|    | Italia (bandiera) |       | Moreschi              |
|    | Italia (bandiera) | P     | Vincenzo Nunziata     |
|    | Italia (bandiera) |       | Palmiero              |
|    | Italia (bandiera) | C     | Paolo Pavese          |
|    | Italia (bandiera) | A     | Antonio Pepe          |
|    | Italia (bandiera) | D     | Giuliano Pierobon     |
|    | Italia (bandiera) | A     | Roberto Rovani        |
|    | Italia (bandiera) | A     | Pasquale Squicciarini |
|    | Italia (bandiera) | P     | Vito Stenta           |
|    | Italia (bandiera) | C     | Michele Tomasino      |
|    | Italia (bandiera) | D     | Guido Tosi            |

## Risultati

### Campionato

#### Girone di andata
| 23 settembre 1984 1ª giornata | Potenza | 1 – 0 | Paganese |  |

| 30 settembre 1984 2ª giornata | Ercolanese | 1 – 0 | Potenza |  |

| 7 ottobre 1984 3ª giornata | Potenza | 1 – 1 | Aesernia |  |

| 14 ottobre 1984 4ª giornata | Ischia Isolaverde | 4 – 1 | Potenza |  |

| 21 ottobre 1984 5ª giornata | Potenza | 0 – 0 | Turris |  |

| 28 ottobre 1984 6ª giornata | Crotone | 1 – 1 | Potenza |  |

| 4 novembre 1984 7ª giornata | Alcamo | 0 – 0 | Potenza |  |

| 11 novembre 1984 8ª giornata | Potenza | 1 – 1 | Nissa |  |

| 18 novembre 1984 9ª giornata | Gladiator | 4 – 1 | Potenza |  |

| 25 novembre 1984 10ª giornata | Potenza | 0 – 0 | Frattese |  |

| 2 dicembre 1984 11ª giornata | Potenza | 1 – 1 | Sorrento |  |

| 9 dicembre 1984 12ª giornata | Frosinone | 2 – 0 | Potenza |  |

| 16 dicembre 1984 13ª giornata | Licata | 2 – 2 | Potenza |  |

| 23 dicembre 1984 14ª giornata | Potenza | 1 – 0 | Canicattì |  |

| 6 gennaio 1985 15ª giornata | Afragolese | 1 – 1 | Potenza |  |

| 13 gennaio 1985 16ª giornata | Potenza | 2 – 1 | Rende |  |

| 20 gennaio 1985 17ª giornata | Siracusa | 1 – 1 | Potenza |  |

#### Girone di ritorno
| 3 febbraio 1985 18ª giornata | Paganese | 2 – 1 | Potenza |  |

| 10 febbraio 1985 19ª giornata | Potenza | 1 – 1 | Ercolanese |  |

| 17 febbraio 1985 20ª giornata | Aesernia | 1 – 0 | Potenza |  |

| 24 febbraio 1985 21ª giornata | Potenza | 0 – 0 | Ischia Isolaverde |  |

| 3 marzo 1985 22ª giornata | Turris | 1 – 0 | Potenza |  |

| 10 marzo 1985 23ª giornata | Potenza | 3 – 1 | Crotone |  |

| 17 marzo 1985 24ª giornata | Potenza | 6 – 1 | Alcamo |  |

| 24 marzo 1985 25ª giornata | Nissa | 0 – 0 | Potenza |  |

| 6 aprile 1985 26ª giornata | Potenza | 4 – 1 | Gladiator |  |

| 14 aprile 1985 27ª giornata | Frattese | 0 – 0 | Potenza |  |

| 21 aprile 1985 28ª giornata | Sorrento | 1 – 0 | Potenza |  |

| 5 maggio 1985 29ª giornata | Potenza | 1 – 1 | Frosinone |  |

| 12 maggio 1985 30ª giornata | Potenza | 0 – 1 | Licata |  |

| 19 maggio 1985 31ª giornata | Canicattì | 2 – 1 | Potenza |  |

| 26 maggio 1985 32ª giornata | Potenza | 2 – 0 | Afragolese |  |

| 2 giugno 1985 33ª giornata | Rende | 1 – 0 | Potenza |  |

| 9 giugno 1985 34ª giornata | Potenza | 1 – 1 | Siracusa |  |